# Lijst van nummer 1-hits in de Nederlandse Top 40 in 2013
Deze hits stonden in 2013 op nummer 1 in de Nederlandse Top 40.
| Nummer | Datum        | Artiest                       | Titel                                          |
| ------ | ------------ | ----------------------------- | ---------------------------------------------- |
| 723    | 5 januari    | will.i.am & Britney Spears    | Scream & shout                                 |
|        | 12 januari   | will.i.am & Britney Spears    | Scream & shout                                 |
|        | 19 januari   | will.i.am & Britney Spears    | Scream & shout                                 |
|        | 26 januari   | will.i.am & Britney Spears    | Scream & shout                                 |
|        | 2 februari   | will.i.am & Britney Spears    | Scream & shout                                 |
|        | 9 februari   | will.i.am & Britney Spears    | Scream & shout                                 |
|        | 16 februari  | will.i.am & Britney Spears    | Scream & shout                                 |
| 724    | 23 februari  | P!nk & Nate Ruess             | Just give me a reason                          |
|        | 2 maart      | P!nk & Nate Ruess             | Just give me a reason                          |
|        | 9 maart      | P!nk & Nate Ruess             | Just give me a reason                          |
| 725    | 16 maart     | Macklemore, Ryan Lewis & Wanz | Thrift shop                                    |
| 726    | 23 maart     | Nick & Simon                  | Julia                                          |
|        | 30 maart     | Nick & Simon                  | Julia                                          |
| 727    | 6 april      | Klangkarussell                | Sonnentanz                                     |
|        | 13 april     | Klangkarussell                | Sonnentanz                                     |
| 728    | 20 april     | Robin Thicke, T.I. & Pharrell | Blurred lines                                  |
|        | 27 april     | Robin Thicke, T.I. & Pharrell | Blurred lines                                  |
|        | 4 mei        | Robin Thicke, T.I. & Pharrell | Blurred lines                                  |
|        | 11 mei       | Robin Thicke, T.I. & Pharrell | Blurred lines                                  |
|        | 18 mei       | Robin Thicke, T.I. & Pharrell | Blurred lines                                  |
|        | 25 mei       | Robin Thicke, T.I. & Pharrell | Blurred lines                                  |
|        | 1 juni       | Robin Thicke, T.I. & Pharrell | Blurred lines                                  |
|        | 8 juni       | Robin Thicke, T.I. & Pharrell | Blurred lines                                  |
|        | 15 juni      | Robin Thicke, T.I. & Pharrell | Blurred lines                                  |
|        | 22 juni      | Robin Thicke, T.I. & Pharrell | Blurred lines                                  |
|        | 29 juni      | Robin Thicke, T.I. & Pharrell | Blurred lines                                  |
| 729    | 6 juli       | Avicii                        | Wake me up                                     |
|        | 13 juli      | Avicii                        | Wake me up                                     |
|        | 20 juli      | Avicii                        | Wake me up                                     |
|        | 27 juli      | Avicii                        | Wake me up                                     |
|        | 3 augustus   | Avicii                        | Wake me up                                     |
|        | 10 augustus  | Avicii                        | Wake me up                                     |
|        | 17 augustus  | Avicii                        | Wake me up                                     |
|        | 24 augustus  | Avicii                        | Wake me up                                     |
|        | 31 augustus  | Avicii                        | Wake me up                                     |
|        | 7 september  | Avicii                        | Wake me up                                     |
|        | 14 september | Avicii                        | Wake me up                                     |
| 730    | 21 september | Niels Geusebroek              | Take your time girl (Live @ Ruud de Wild, 538) |
|        | 28 september | Niels Geusebroek              | Take your time girl (Live @ Ruud de Wild, 538) |
| 731    | 5 oktober    | DVBBS & Borgeous              | Tsunami                                        |
|        | 12 oktober   | DVBBS & Borgeous              | Tsunami                                        |
| 732    | 19 oktober   | Pharrell Williams             | Happy                                          |
|        | 26 oktober   | Pharrell Williams             | Happy                                          |
| 731    | 2 november   | DVBBS & Borgeous              | Tsunami                                        |
|        | 9 november   | DVBBS & Borgeous              | Tsunami                                        |
| 733    | 16 november  | Avicii                        | Hey brother                                    |
|        | 23 november  | Avicii                        | Hey brother                                    |
|        | 30 november  | Avicii                        | Hey brother                                    |
|        | 7 december   | Avicii                        | Hey brother                                    |
| 732    | 14 december  | Pharrell Williams             | Happy                                          |
|        | 21 december  | Pharrell Williams             | Happy                                          |
| 734    | 28 december  | Pitbull & Ke$ha               | Timber                                         |